# الطود (كوم حمادة)
قرية الطود هي إحدى القرى التابعة لمركز كوم حمادة في محافظة البحيرة في جمهورية مصر العربية. حسب إحصاءات سنة 2006، بلغ إجمالي السكان في الطود 17156 نسمة، منهم 8894 رجل و8262 امرأة.